# Otto Fickeisen
Otto Fickeisen (24 de diciembre de 1879-15 de diciembre de 1963) fue un deportista alemán que compitió en remo.
Participó en dos Juegos Olímpicos de Verano en los años 1900 y 1912, obteniendo dos medallas, bronce en París 1900 y oro en Estocolmo 1912.

## Palmarés internacional
| Juegos Olímpicos | Juegos Olímpicos   | Juegos Olímpicos  | Juegos Olímpicos   |
| Año              | Lugar              | Medalla           | Prueba             |
| ---------------- | ------------------ | ----------------- | ------------------ |
| 1900             | París (Francia)    | Medalla de bronce | Cuatro con timonel |
| 1912             | Estocolmo (Suecia) | Medalla de oro    | Cuatro con timonel |